# Il gatto nero (film 1920)
Il gatto nero è un film del 1920 diretto da Charles Krauss.